# Victor de Poděbrady
Victor de Poděbrady connu également comme: Victor duc de Münsterberg et d'Opava; (tchèque: Viktorin z Minsterberka); né le 29 mai 1443 à Poděbrady – † 30 aout 1500 à Cieszyn) comte de Kladsko, duc de Münsterberg en polonais Ziębice (1465-1472) et  duc Opava en allemand Troppau (1465-1485).

## Éléments de biographie
Victor est le second fils du roi de Bohême Georges de Poděbrady et de sa première épouse  Cunégonde de Sternberg. Créé par l'empereur, Comte d'Empire le 11 juin 1459 à Brno, il fut nommé par son père :
- comte de Kladsko en polonais Kłodzko et en allemand Glatz de 1462 à sa mort.  conjointement avec son frère ainé Henri Ier l'Ainé de Poděbrady (†  1498) et leur demi-frère Hinko/Henri II le Jeune de Poděbrady  († 1492);
- duc de Münsterberg  en polonais Ziębice de 1465 à 1472 lorsqu'il abdique.
- duc d'Opava en allemand Troppau de 1465 à 1485 conjointement avec son frère Henri Ier l'Ainé jusqu'en 1472.

Il est captif de Matthias Corvin de 1469 et 1471 avant d'abdiquer de ses titres. Il meurt le 30 août 1500 et il est inhumé à Glatz.

## Unions et postérité
1) Avant 1459 il épouse Marguerite Ptáčková (née vers 1445 † 1469/1472), fille unique de Hynek Ptácek z Pirkštejna dont:  
- Johanna (1463– † 1496), épouse du duc Casimir II de Cieszyn

2)  vers 1473/1475  Sophie († 1475/1479), fille du duc Boleslas II  duc de Cieszyn dont :  
- Laurence (tchèque: Vavřinec; né vers 1474/1475 † 1503)
- Bartholomej (vers 1477– † 4 avril 1515), duc d'Opava de 1506 à 1515. Diplomate mort noyé  dans le Danube près de Hainburg an der Donau; avec lui s'éteint la descendance masculine de Victor de Poděbrady.
- Magdalena († 1497), religieuse cistercienne à Trzebnica

3) il épouse en 1480 Marguerite Paléologue († 1496)   fille de  Jean IV de Montferrat dont trois filles:
- Anna (née en 1490 † 1498)
- Uršula († 2 février 1534) nonne jusqu'en 1528 dans le couvent Magdalene de Świebodzice, elle devient Luthérienne.
- Apolonia (†  mars 1529), d'abord clarisse à Strzelin, elle épouse ensuite  Erhard de Queis.

## Sources
- Anthony Stokvis, Manuel d'histoire, de généalogie et de chronologie de tous les États du globe, depuis les temps les plus reculés jusqu'à nos jours, préf. H. F. Wijnman, Israël, 1966, chapitre VIII « Généalogie de la maison de Poděbrad »  tableau généalogique n° 17.
- (en) & (de) Peter Truhart, Regents of Nations, K. G Saur Münich, 1984-1988  (ISBN 359810491X),  Art. « Münsterberg » p. 2452-2453.